# Amitaone
Amitaone (in greco antico: Ἀμυθάων?, Amythàōn) è un personaggio della mitologia greca. Fu un principe di Iolco.

## Genealogia
Figlio di Creteo e di Tiro, sposò Idomenea che gli diede due figli maschi (Melampo e Biante) e la femmina Eolia.

## Mitologia
Sul trono di Iolco successe al padre Creteo suo fratello Esone (il primogenito), così Amitaone abbandonò la sua terra per la Messenia. 

Secondo Pindaro, lui ed altri membri della sua famiglia si recarono in seguito a Iolco per intercedere con Pelia a nome di Giasone.
Pausania lo cita tra coloro ai quali è stata ascritta la restaurazione dei Giochi Olimpici.